# Episodi di Guru Guru - Il girotondo della magia

Primo DVD della prima serie anime, raffigurante Kokori e Nike

Questa è la lista degli episodi dell'anime Guru Guru - Il girotondo della magia.
Esistono tre serie animate di Guru Guru. La prima risale al 1994, è intitolata Guru Guru - Il girotondo della magia e conta 45 episodi. La seconda, datata 2000, conta 38 episodi ed è intitolata Guru Guru - Batticuore della magia. Le prime due serie non hanno un collegamento netto tra di loro, in quanto la prima serie è stata realizzata quando il manga era ancora all'inizio e molte puntate sono state realizzate con una storia un po' diversa da quella della versione cartacea. La seconda serie riparte da metà della prima serie e racconta l'avventura avvicinandosi maggiormente al manga.
Un nuovo adattamento anime di ventiquattro episodi, intitolato Magical Circle Guru-Guru e prodotto da Production I.G per la regia di Hiroshi Ikehata, è stato trasmesso dall'11 luglio al 19 dicembre 2017.

## Lista episodi

### Guru Guru - Il girotondo della magia(1994)
| Nº | Titolo italiano Giapponese 「Kanji」 - Rōmaji                                                                 | In onda           | In onda          |
| Nº | Titolo italiano Giapponese 「Kanji」 - Rōmaji                                                                 | Giapponese        | Italiano         |
| 1  | Inizia il grande viaggio! 「旅立ち！ニケとククリの大冒険」 - Tabidachi! Nike to kukuri no daibōken            | 13 ottobre 1994   | 5 novembre 2001  |
| 2  | La sfida 「真の勇者は？コーダイ城決戦」 - Makoto no yūsha ha? Kodai shiro kessen                              | 20 ottobre 1994   | 6 novembre 2001  |
| 3  | Il primo combattimento 「強敵モンスターと初対決！」 - Kyōteki monsuta to hatsutaiketsu!                       | 3 novembre 1994   | 8 novembre 2001  |
| 4  | Il rapimento di Kokori 「急げニケ！さらわれたククリ」 - Isoge nike! Sarawareta Kukuri                         | 10 novembre 1994  | 9 novembre 2001  |
| 5  | Dungeon del monte Lima 「ノコギリ山でダンジョン探検」 - Nokogiri yama de danjon tanken                        | 17 novembre 1994  | 12 novembre 2001 |
| 6  | Il guardiano del Dungeon 「洞窟のボス！カセギゴールド」 - Dōkutsu no bosu! Kasegigorudo                       | 24 novembre 1994  | 13 novembre 2001 |
| 7  | Il terrificante BemBem 「恐るべき魔法！ベームベーム」 - Osoru beki mahō! BemuBemu                             | 1º dicembre 1994  | 15 novembre 2001 |
| 8  | La leggenda della danza KitaKita 「怪奇！キタキタ踊りの伝説」 - Kaiki! KitaKita odori no densetsu             | 8 dicembre 1994   | 16 novembre 2001 |
| 9  | Il segreto di Kokori 「ククリの秘密 初めてのお友だち」 - Kukuri no himitsu hajimete noo tomo dachi            | 15 dicembre 1994  | 19 novembre 2001 |
| 10 | La ragazza misteriosa 「闇の少女 かくされた魔法陣！」 - Yami no shōjo kakusareta mahōjin!                     | 29 dicembre 1994  | 20 novembre 2001 |
| 11 | Luce e tenebre 「闇魔法結社 ククリは神様？」 - Yami mahō kessha kukuri ha kamisama?                           | 12 gennaio 1995   | 21 novembre 2001 |
| 12 | Magia sull'oceano 「ピンチ！グルグルが描けない」 - Pinchi! Guruguru ga egake nai                              | 19 gennaio 1995   | 22 novembre 2001 |
| 13 | Il continente di Gelni 「新たなる冒険！ゲルニ大陸」 - Arata naru bōken! Geruni tairiku                        | 26 gennaio 1995   | 23 novembre 2001 |
| 14 | Periodo di esercitazione 「修行開始！ククリの山ごもり」 - Shugyō kaishi! Kukuri no yama gomori                | 2 febbraio 1995   | 26 novembre 2001 |
| 15 | Il percorso fino alla vetta 「極めろ！レベルアップへの道」 - Kiwame ro! Reberuappu heno michi                 | 9 febbraio 1995   | 27 dicembre 2001 |
| 16 | Prigionieri nel villaggio 「魔王降臨！シュギ村絶体絶命」 - Maō kōrin! Shugi mura zettaizetsumei               | 16 febbraio 1995  | 28 novembre 2001 |
| 17 | La vera natura di JuJu 「戦う魔法使い ジュジュの正体！」 - Tatakau mahōtsukai JuJu no shōtai!                 | 23 febbraio 1995  | 29 novembre 2001 |
| 18 | Il primo sigillo 「第一の封印 選ばれたニケ！」 - Daiichi no fūin eraba reta nike!                             | 2 marzo 1995      | 30 novembre 2001 |
| 19 | La prova di Kokori 「最後の修業！ククリ試練の時」 - Saigo no shugyō! Kukuri shiren no toki                    | 9 marzo 1995      | 3 dicembre 2001  |
| 20 | La riunione dei bracciali 「奇跡！二つの腕輪が出会う時」 - Kiseki! Futatsu no udewa ga deau toki              | 16 marzo 1995     | 4 dicembre 2001  |
| 21 | Ricomincia il viaggio 「さらばシュギ村！旅立ちの時」 - Saraba shugi mura! Tabidachi no toki                   | 23 marzo 1995     | 5 dicembre 2001  |
| 22 | Il principe Maialino 「ブタの王子様復活大作戦！ 前編」 - Buta no ōjisama fukkatsu daisakusen! Zenpen          | 6 aprile 1995     | 7 dicembre 2001  |
| 23 | La festa dell'impero di Jaba 「ブタの王子様復活大作戦！ 後編」 - Buta no ōjisama fukkatsu daisakusen! Kōhen   | 6 aprile 1995     | 10 dicembre 2001 |
| 24 | Il misterioso Libro Nero 「アッチ村騒動！黒い絵本の怪」 - Acchi mura sōdō! Kuroi ehon no kai                  | 13 aprile 1995    | 11 dicembre 2001 |
| 25 | L'emissario delle tenebre 「刺客！魔界からの使者レイド」 - Shikaku! Makai karano shisha reido                 | 20 aprile 1995    | 13 dicembre 2001 |
| 26 | La fontana di Rapi 「レイド襲来！ラピの泉に願う」 - Reido shūrai! Rapi no izumi ni negau                      | 4 maggio 1995     | 14 dicembre 2001 |
| 27 | Il Paese delle Fate 「ついに発見！美しき妖精の村」 - Tsuini hakken! Utsukushi ki yōsei no mura                | 11 maggio 1995    | 17 dicembre 2001 |
| 28 | L'attacco d'amore di Kokori 「炸裂！ククリのラブアタック」 - Sakuretsu! Kukuri no rabuatakku                  | 18 maggio 1995    | 18 dicembre 2001 |
| 29 | Nike è stato avvelenato 「絶体絶命！毒にやられた勇者」 - Zettaizetsumei! Doku niyarareta yūsha                | 25 maggio 1995    | 20 dicembre 2001 |
| 30 | L'eredità Migumigu 「発見！礼拝堂に残された遺産」 - Hakken! Reihaidō ni nokosa reta isan                      | 1º giugno 1995    | 21 dicembre 2001 |
| 31 | Il galletto segnavento 「旅立ち！遺言に託された使命」 - Tabidachi! Yuigon ni takusa reta shimei               | 8 giugno 1995     | 24 dicembre 2001 |
| 32 | Il villaggio di Giudiqua 「コッチ村のいけにえを救え！」 - Kocchi mura noikeniewo sukue!                       | 15 giugno 1995    | 25 dicembre 2001 |
| 33 | L'addestramento di Nike 「目ざめろ光の力！ニケの修行」 - Me zamero hikari no chikara! Nike no shugyō          | 22 giugno 1995    | 26 dicembre 2001 |
| 34 | A scuola di magia 「ポトマ学園で魔法のお勉強！」 - Potoma gakuen de mahō noo benkyō!                          | 29 giugno 1995    | 27 dicembre 2001 |
| 35 | Il leggendario dolce Guruguru 「作ろう！伝説のグルグルパイ」 - Tsukuro u! Densetsu no Gurugurupai             | 6 luglio 1995     | 28 dicembre 2001 |
| 36 | Il grande torneo di magia 「魔法でバトル！優勝は誰だ」 - Mahō de batoru! Yūshō ha dare da                     | 13 luglio 1995    | 31 dicembre 2001 |
| 37 | La rivale di Kokori 「ククリに恋のライバル現る!?」 - Kukuri ni koi no raibaru arawaru!?                       | 20 luglio 1995    | 1 gennaio 2002   |
| 38 | Il gatto prodigioso 「レベルアップだ！奇跡のネコ」 - Reberuappu da! Kiseki no neko                            | 27 luglio 1995    | 2 gennaio 2002   |
| 39 | Che il vento sia con te 「風を呼び戻せ！龍の住む谷」 - Kaze wo yobi modose! Ryū no sumu tani                  | 3 agosto 1995     | 4 gennaio 2002   |
| 40 | Il mistero delle Mekemeke 「神秘！村を救ったメケメケ様」 - Shinpi! Mura wo sukutta Mekemeke sama              | 10 agosto 1995    | 7 gennaio 2002   |
| 41 | Una vera storia d'amore 「ゲイルとエナ…真の愛情物語」 - Geiru to ena... Makoto no aijō monogatari             | 17 agosto 1995    | 8 gennaio 2002   |
| 42 | Il tesoro della sirena 「人魚の秘宝で結婚式パニック」 - Ningyo no hihō de kekkonshiki panikku                 | 24 agosto 1995    | 10 gennaio 2002  |
| 43 | L'unione fa la forza 「打倒ギリ！パーティー結成へ」 - Datō giri! Patei kessei he                              | 31 agosto 1995    | 11 gennaio 2002  |
| 44 | La sfida di Reid 「レイドの挑戦！ニケ絶体絶命」 - Reido no chōsen! Nike zettaizetsumei                        | 7 settembre 1995  | 14 gennaio 2002  |
| 45 | Scontro finale al castello di Giri 「最後の戦い 死闘！魔王城決戦」 - Saigo no tatakai shitō! Maō shiro kessen | 14 settembre 1995 | 15 gennaio 2002  |

### Guru Guru - Batticuore della magia(2000)
| Nº | Titolo italiano Giapponese 「Kanji」 - Rōmaji                                                                | In onda           | In onda        |
| Nº | Titolo italiano Giapponese 「Kanji」 - Rōmaji                                                                | Giapponese        | Italiano       |
| 1  | Un'alba di speranza 「ワクワク！冒険の朝」 - Wakuwaku! Bōken no asa                                          | 4 aprile 2000     | 14 giugno 2004 |
| 2  | Il drago di linea 「いけいけ！龍の定期便」 - Ikeike! Ryū no teikibin                                         | 11 aprile 2000    | 15 giugno 2004 |
| 3  | Il negozio di Kokori 「きてきて！ククリのお店屋さん」 - Kitekite! Kukuri noo mise ya san                     | 18 aprile 2000    | 16 giugno 2004 |
| 4  | Il valoroso ladro 「なぜなぜ!?盗賊だった勇者さま」 - Nazenaze!? Tōzoku datta yūsha sama                      | 25 aprile 2000    | 17 giugno 2004 |
| 5  | La spada della luce 「キラキラ！光の剣は勇者の証」 - Kirakira! Hikari no tsurugi ha yūsha no shō             | 2 maggio 2000     | 18 giugno 2004 |
| 6  | La tribù dei Migumigu 「だいだい発見！ミグミグ族の遺跡」 - Daidai hakken! Migumigu zoku no iseki             | 9 maggio 2000     | 21 giugno 2004 |
| 7  | La danzatrice degli dei 「クルクル！たった一人の神の踊り子」 - Kurukuru! Tatta hitori no kami no odoriko     | 16 maggio 2000    | 22 giugno 2004 |
| 8  | Il leggendario Yonyon 「でたでた！ヨンヨン伝説の鳥」 - Detadeta! Yonyon densetsu no tori                     | 23 maggio 2000    | 23 giugno 2004 |
| 9  | Arrivano i mostri 「ゾクゾク登場！モンスターいや～んばか～ん」 - Zokuzoku tōjō! Monsuta iya ~ nbaka ~ n      | 30 maggio 2000    | 24 giugno 2004 |
| 10 | Mogerbo 「クサクサ！草の精霊モゲル」 - Kusakusa! Kusa no seirei Mogeru                                       | 6 giugno 2000     | 25 giugno 2004 |
| 11 | Una faccia spaventosa 「またまたお出まし！こわい顔」 - Matamatao dema shi! Kowai kao                         | 13 giugno 2000    | 28 giugno 2004 |
| 12 | Il re demone Siren 「マジマジ復活!?魔神サイレン」 - Majimaji fukkatsu!? Majin Sairen                         | 20 giugno 2000    | 29 giugno 2004 |
| 13 | I bambini volanti 「ふわふわ！飛ぶこどもたち」 - Fuwafuwa! Tobu kodomotachi                                  | 27 giugno 2000    | 30 giugno 2004 |
| 14 | La banda dei ladri 「ビクビク！弟子入り?盗賊団ガバ」 - Bikubiku! Deshi iri? Tōzoku dan gaba                  | 4 luglio 2000     | 1 luglio 2004  |
| 15 | Castagnola e Cavalletta 「なになに！くりまんじゅうとカマドウマ!?」 - Naninani! Kuri manjū to kamadōma!?      | 11 luglio 2000    | 2 luglio 2004  |
| 16 | Alla ricerca del tesoro 「どこどこ!?幻の秘宝バナナムーン」 - Dokodoko!? Maboroshi no hihō bananamun          | 18 luglio 2000    | 5 luglio 2004  |
| 17 | Una squadra scombinata 「ごちゃごちゃパーティ！これ最強？」 - Gocha gocha patei! Kore saikyō?                | 25 luglio 2000    | 6 luglio 2004  |
| 18 | Assalto al castello di Kopal 「ソロソロ侵入コパール城！」 - Sorosoro shinnyū koparu shiro!                   | 1º agosto 2000    | 7 luglio 2004  |
| 19 | All'inseguimento del Ministro 「ヒョイヒョイ逃げるヤな大臣まもの！」 - Hyoihyoi nige ru ya na daijin mamono! | 8 agosto 2000     | 8 luglio 2004  |
| 20 | Anatra arrosto 「ガーガーアヒルに汗ダック!?」 - Gagaahiru ni ase dakku!?                                     | 15 agosto 2000    | 9 luglio 2004  |
| 21 | Il valoroso guerriero doma il fuoco 「メラメラ！勇者よ火を盗め」 - Meramera! Yūsha yo hi wo nusume           | 22 agosto 2000    | 12 luglio 2004 |
| 22 | Un giorno di festa a Kopal 「ウキウキ！コパールの休日」 - Ukiuki! Koparu no kyūjitsu                         | 29 agosto 2000    | 13 luglio 2004 |
| 23 | Drago sul muro 「プカプカドラゴンへいのうえ？」 - PukaPuka doragon heinōe?                                   | 5 settembre 2000  | 14 luglio 2004 |
| 24 | La nave volante 「みろみろ！空とぶナゾの船!」 - Miromiro! Sora tobu nazo no fune!                            | 12 settembre 2000 | 15 luglio 2004 |
| 25 | La tribù Nikkoniglio 「しゃかしゃか！踊るニコピョン族」 - Shakashaka! Odoru Nikopyon zoku                    | 26 settembre 2000 | 16 luglio 2004 |
| 26 | La favolosa Arahabika 「あらあらたいへんアラハビカ！」 - Araarataihen Arahabika!                             | 3 ottobre 2000    | 19 luglio 2004 |
| 27 | I peperoncini della furia 「キロキロウニョラー！トッピロキー！」 - Kirokirōnyora! Toppiroki!                 | 10 ottobre 2000   | 20 luglio 2004 |
| 28 | La sorgente misteriosa 「なぞなぞ謎のホナスの泉!?」 - Nazonazo nazo no honasu no izumi!?                     | 17 ottobre 2000   | 21 luglio 2004 |
| 29 | Un diavoletto irriverente 「アレアレ!?くるっと回って悪魔がバァー」 - Areare!? Kurutto mawatte akuma ga baa   | 24 ottobre 2000   | 22 luglio 2004 |
| 30 | Le rovine della Regione Magica 「ワオワオおどろき！魔境の遺跡」 - Waowao odoroki! Makyō no iseki             | 31 ottobre 2000   | 23 luglio 2004 |
| 31 | Il cuore innamorato 「ラブラブ！恋するハート」 - Raburabu! Koisuru hato                                      | 7 novembre 2000   | 26 luglio 2004 |
| 32 | Battaglia a Pamfos 「さあさあ行くぞ！取り戻せパンフォス」 - Saasaa iku zo! Tori modose Panfosu               | 14 novembre 2000  | 27 luglio 2004 |
| 33 | La battaglia continua 「ガンガンいこうぜ！大バトル」 - Gangan ikōze! Dai batoru                              | 21 novembre 2000  | 28 luglio 2004 |
| 34 | La strategia dello spettacolo 「げきげき大作戦！歌って踊って」 - Gekigeki daisakusen! Utatte odotte          | 28 novembre 2000  | 29 luglio 2004 |
| 35 | Il risveglio del cuore sognante 「ヘイヘイ！!お目覚め夢みるハート」 - Heihei!! O mezame yume miru hato       | 5 dicembre 2000   | 30 luglio 2004 |
| 36 | Addio Arahabika 「バイバイすてきなアラハビカ」 - Baibai sutekina Arahabika                                   | 12 dicembre 2000  | 2 agosto 2004  |
| 37 | Il guerriero della luce 「ビシビシ鍛えろ!?光の勇者」 - Bishibishi kitae ro!? Hikari no yūsha                 | 19 dicembre 2000  | 3 agosto 2004  |
| 38 | La leggenda non avrà mai fine 「ドキドキ伝説は終らない！」 - Dokidoki densetsu ha owara nai!                 | 26 dicembre 2000  | 4 agosto 2004  |

### Magical Circle Guru Guru(2017)
| Nº | Titolo italiano Giapponese 「Kanji」 - Rōmaji                                                       | In onda           | In onda  |
| Nº | Titolo italiano Giapponese 「Kanji」 - Rōmaji                                                       | Giapponese        | Italiano |
| 1  | Partenza! Il Villaggio di Jimina! 「旅立ち！ジミナ村！」 - Tabidachi! Jimina mura!                  | 11 luglio 2017    | -        |
| 2  | Danza! La Città di Kita! 「踊れ！キタの町！」 - Odore! Kita no machi!                               | 18 luglio 2017    | -        |
| 3  | Scontro Finale! Il Monte Saracco! 「対決！ノコギリ山！」 - Taiketsu! Nokogiri yama!                 | 25 luglio 2017    | -        |
| 4  | In Viaggio! La Casetta per l’Addestramento! 「おでかけ！修行ハウス！」 - Odekake! Shugyō hausu!     | 1º agosto 2017    | -        |
| 5  | Salvataggio! Il Villaggio di Shugi! 「救え！シュギ村！」 - Sukue! Shugi mura!                       | 8 agosto 2017     | -        |
| 6  | Appare un Rivale! Il Villaggio di Giudilà! 「ライバル登場！アッチ村！」 - Raibaru tōjō! Acchi mura! | 15 agosto 2017    | -        |
| 7  | Scoperta! Il Villaggio delle Fate! 「発見！妖精の村！」 - Hakken! Yōsei no mura!                    | 22 agosto 2017    | -        |
| 8  | Riunione! La Valle Linguadigatto! 「再会！ネコジタ谷！」 - Saikai! Nekojita tani!                   | 29 agosto 2017    | -        |
| 9  | Mistero! Le Rovine dei Migu Migu! 「神秘！ミグミグ族の遺跡！」 - Shinpi! Migu Migu-zoku no iseki!   | 5 settembre 2017  | -        |
| 10 | Conquista! La Torre dell’Infinito! 「攻略！きりなしの塔！」 - Kōryaku! Kirinashi no tō!             | 12 settembre 2017 | -        |
| 11 | Discepolo! La Foresta di Kopa! 「弟子入り！コパの森！」 - Deshiiri! Kopa no mori!                   | 19 settembre 2017 | -        |
| 12 | Battaglia! Il Castello di Kopal! 「戦え！コパール城！」 - Tatakae! Copārujō!                        | 26 settembre 2017 | -        |
| 13 | Leggenda! Il Villaggio di Sentiqua! 「伝説！イエタ村！」 - Densetsu! Ieta mura!                     | 3 ottobre 2017    | -        |
| 14 | Misteriosa Meraviglia! Arahabika! 「摩訶不思議！アラハビカ！」 - Makafushigi! Arahabica!            | 10 ottobre 2017   | -        |
| 15 | Amore! La Regione Illusoria! 「恋せよ！魔境！」 - Koi seyo! Makyō!                                  | 17 ottobre 2017   | -        |
| 16 | Difesa! Le Rovine di Panfos! 「守れ！パンフォスの遺跡！」 - Mamore! Panfosu no iseki!               | 24 ottobre 2017   | -        |
| 17 | Risuona! Il villaggio di Elleelle! 「鳴らせ！エルエル村！」 - Narase! Erueru mura!                  | 31 ottobre 2017   | -        |
| 18 | Sboccia! Il Paese dei Fiori! 「咲け！花の国！」 - Sake! Hana no kuni!                               | 7 novembre 2017   | -        |
| 19 | Canta! La torre di Batoa! 「歌え！バトーハの塔！」 - Utae! Batōha no tō!                            | 14 novembre 2017  | -        |
| 20 | Fuga! L’isola di Lev! 「抜け出せ！レフ島！」 - Nukedase! Refu shima!                                | 21 novembre 2017  | -        |
| 21 | Risveglio! Il re demone Giri! 「復活！魔王ギリ！」 - Fukkatsu! Maō Giri!                            | 28 novembre 2017  | -        |
| 22 | Infiltrazione! Le rovine di Jitari! 「潜入！ジタリの遺跡！」 - Sennyū! Jitari no iseki!             | 5 dicembre 2017   | -        |
| 23 | Battaglia decisiva! Il castello di Giri! 「決戦！ギリの城！」 - Kessen! Giri no shiro!              | 12 dicembre 2017  | -        |
| 24 | Evocazione! Il cuore innamorato! 「発動！恋するハート！」 - Hatsudō! Koi suru hāto!                 | 19 dicembre 2017  | -        |